# 中田宿
中田宿（なかだしゅく、なかだじゅく）は、江戸時代の日光街道（日光道中）および奥州街道（奥州道中）における下総国の宿場。日光・奥州街道の江戸・日本橋から数えて8番目の宿場であるが、利根川対岸の栗橋宿は合宿の形態をとっており、両宿合わせて一宿とする記述も有る。現在は茨城県古河市中田地先の利根川河川敷に相当する（現在の中田地区の街並は、後述の河川改修によって移転したものである）。

## 概要
古河藩が管理していた古河三宿（中田・古河・野木）の一つである。南（江戸側）から順に、下町（下宿）・仲町（仲宿）・上町（上宿）、および船戸町から構成された。天保14年（1843年）の『日光道中宿村大概帳』によれば、本陣・脇本陣は1軒ずつ設けられ、旅籠が6軒（大0、中0、小6）あった。宿内の家数は69軒、人口は403人であった。利根川の河畔にあり、対岸の栗橋宿との間を渡船が結んだ。なお、前述の通り両方を合わせて、栗橋・中田宿と呼ばれ、1つの宿駅とされた。
1912年（大正元年）、利根川改修工事により宿場地が河川敷になるため、町の大半が川から離れた日光街道・中田松原（現在の中田地区の中心集落）に移転を始めた。このときの河川改修工事は1930年（昭和5年）に竣工したが、その後も洪水は頻発したため、追加工事が行われることになり、昭和20年代に残された上町（上宿）もすべて移転した。

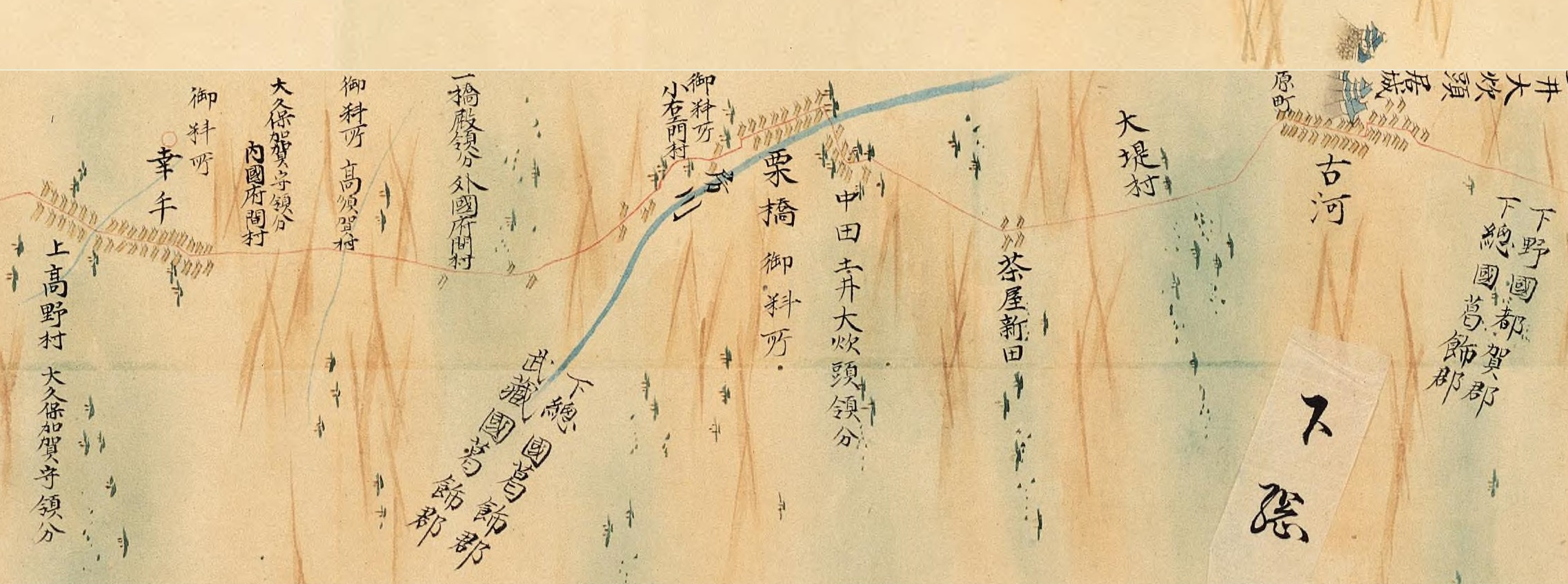
栗橋 中田周辺 (伊能忠敬測量「大日本沿海輿地全図」 第８７図 第８８図より一部改変）

## 房川渡中田関所（栗橋関所）
房川渡中田関所（ぼうせんのわたしなかたせきしょ）は、江戸時代に奥州街道・日光街道の利根川筋（現大落古利根川）に設置された関所の一つである。奥州街道・日光街道の栗橋宿から中田宿の間、利根川筋古利根川沿いにあった。房川渡中田関所名の由来は、房川渡と中田宿の間にあったためと言われている。通称栗橋関所であった。日光街道から江戸への出入りを監視する関所が置かれ、関宿と並ぶ江戸の北方を守る要地であった。

## 房川渡
この地は利根川の渡河地点にあたり、日光街道から江戸への出入りを監視する関所が置かれ、江戸の北方を守る要地であった。江戸時代以前の街道（および整備される以前の日光街道）は幸手宿から北東に向かった先に、古くから旧渡良瀬川（現利根川）を渡る渡船場があり、房川渡し（ぼうせんのわたし）と呼ばれていた。渡河した左岸には旧栗橋村（現在の茨城県猿島郡五霞町元栗橋）があった。そこから北上して現在の古河市へ入った。

## 助郷
各宿場町では、参勤交代や公用の人や物を運ぶために人馬を常備する必要があったが、これを助けるために近隣の村々が定助郷に指定された。中田宿の場合は、中田新田・鳥喰・坂間・新久田・茶屋新田・大曾・飯積である。

## 名所・旧跡等
- 鶴峯八幡神社:　養和元年（1181年）の創建と伝えられる。近世、中田宿に鎮座した新郷村の鎮守。利根川の河川改修工事のため、町とともに現在地に移転した。
- 光了寺:　もとは武蔵国高柳村（現久喜市高柳。栗橋区域）にあり高柳寺と称したが、建保年間（1213年 - 1218年）に光了寺と改め、のちに中田に移転した。静御前ゆかりの寺院。
- 松並木:　中田宿と古河宿の間は松並木になっていた。安政2年（1855年））の清河八郎による紀行文には、「仙台道中で最もきれいな並木・・・、並木の松の間から古河の天守閣が眺められ、また富士山も時には雲の上に姿を顕し…」とある。また、『日光駅程見聞雑記』（文政6年〈1823年〉）にも、「東海道にもこれほどきれいな松並木はない」と記されている。ただし、道路拡幅工事や戦時中の松根油採取のために、現在その面影は残っていない[2][4]。

## 交通
隣の宿場
- 日光街道・奥州街道

栗橋宿 - 中田宿 - 古河宿